# Debed
Der Debed (armenisch Դեբեդ), die Debeda (georgisch დებედა) oder aserbaidschanisch Tona ist ein Fluss im Kaukasus.
Er entsteht im Norden Armeniens in der Provinz Lori nahe dem Ort Dsech durch den Zusammenfluss von Pambak (von rechts) und Dsoraget (von links). Von dort fließt er in einem malerischen Tal zuerst nach Norden und ab der Stadt Alawerdi nach Nordosten. Westlich erstreckt sich das Somcheti-Gebirge. An den steilen Hängen des Debed-Tals liegen einige bedeutende mittelalterliche Klöster. Die Reihe beginnt 26 Kilometer nördlich der Provinzhauptstadt Wanadsor mit dem Kloster Kobayr bei der ehemaligen Industriesiedlung Tumanjan. Im Abstand von wenigen Kilometern folgen die Kathedrale von Odsun sowie die Klöster Sanahin, Haghpat und Achtala.
An der georgischen Grenze dreht der Debed nach Westen. In der Nähe des großen, hauptsächlich von Aserbaidschanern bewohnten Dorfes Sadachlo bildet er für einige Kilometer eine natürliche Grenze zwischen Armenien und Georgien. Der Debed fließt nun in einem weiten Bogen nach Norden und später nach Osten. Nach insgesamt 176 Kilometern mündet er in den Chrami, welcher kurz hinter der aserbaidschanischen Grenze in die Kura mündet. Damit gehört der Debed zu den fünf größten Flüssen Armeniens.
Bei Alawerdi überspannt seit 1195 die Sanahinbrücke in einem 18 Meter weiten Bogen den Fluss, sie gilt heute als älteste erhaltene Brücke Armeniens.